# Glycymeris lamprelli
Glycymeris lamprelli is een tweekleppigensoort uit de familie van de Glycymerididae. De wetenschappelijke naam van de soort is voor het eerst geldig gepubliceerd in 2010 door Huber.